# Cucullia eumorpha
Cucullia eumorpha là một loài bướm đêm trong họ Noctuidae.